# Дейвис, Шон (американский футболист)
Шон Аки́ра Де́йвис (англ. Sean Akira Davis; 8 февраля 1993, Лонг-Бранч, Нью-Джерси, США) — американский футболист, центральный полузащитник.

## Карьера

### Молодёжная и любительская карьера
Дейвис провёл два сезона — 2009/10 и 2010/11 — в академии футбольного клуба «Нью-Йорк Ред Буллз», играя в команде до 18 лет.
Во время обучения в Университете Дьюка в 2011—2014 годах Дейвис играл за университетскую футбольную команду в Национальной ассоциации студенческого спорта.
В периоды летних межсезоний в колледжах Дейвис также выступал за клубы из лиг четвёртого дивизиона. В 2013 году играл за клуб «Каролина Динамо» в Премьер-лиге развития ЮСЛ. 2014 году играя за команду «Нью-Йорк Ред Буллз» до 23 лет, стал чемпионом Национальной премьер-лиги.

### Клубная карьера
11 декабря 2014 года «Нью-Йорк Ред Буллз» подписал Дейвиса как доморощенного игрока, что стало девятым в истории клуба подписанием выпускника академии по этому правилу.
3 апреля 2015 года он был заявлен в новообразованный фарм-клуб «Нью-Йорк Ред Буллз II». Его профессиональный дебют состоялся на следующий день в матче стартового тура сезона USL 2015 против «Торонто II», в котором он помог команде одержать победу со счётом 4:1, отдав результативную передачу.
За основную команду «Ред Буллз» в MLS Дейвис дебютировал 17 апреля в матче против «Сан-Хосе Эртквейкс», выйдя на замену на 86-й минуте вместо Сашы Клештана. Свой первый гол в профессиональной карьере он забил в ворота «Атланты Силвербэкс» в матче в рамках Открытого кубка США 16 июня. В сезоне 2015, выходя в основном на замены, Дейвис помог «Нью-Йорк Ред Буллз» завоевать второй за три года Supporters’ Shield — приз, вручаемый за победу в регулярном чемпионате MLS.
7 августа 2016 года в матче против «Лос-Анджелес Гэлакси», окончившемся ничьей 2:2, он забил свой первый гол в MLS.
27 апреля 2018 года Дейвис подписал новый контракт с «Нью-Йорк Ред Буллз». В сезоне 2018 он в составе «Ред Буллз» во второй раз в карьере выиграл Supporters’ Shield.
Перед началом сезона 2020 Дейвис был выбран капитаном «Нью-Йорк Ред Буллз».
2 октября 2021 года Дейвис провёл свой 200-й матч за «Нью-Йорк Ред Буллз» во всех соревнованиях, став третьим игроком в истории франшизы, кому покорился этот рубеж. По окончании сезона 2021 срок контракта Дейвиса с «Нью-Йорк Ред Буллз» истёк и стороны начали переговоры по новому контракту.
4 января 2022 года Дейвис на правах свободного агента присоединился к «Нэшвиллу», подписав трёхлетний контракт с опцией продления ещё на один год. Дебютировал за «Нэшвилл» 27 февраля в матче стартового тура сезона 2022 против «Сиэтл Саундерс». 3 июля в матче против «Портленд Тимберс» забил свой первый гол за «Нэшвилл».
19 декабря 2024 года «Нэшвилл» обменял Дейвиса в «Лос-Анджелес Гэлакси» на Гастона Бругмана и условные до $100 тыс. в виде общих распределительных средств при достижении Дейвисом определённых показателей. 19 февраля 2025 года «Лос-Анджелес Гэлакси» поместил Дейвиса в список отказов.

### Международная карьера
Дейвис представлял Соединённые Штаты на уровне сборных до 15 лет, до 17 лет и до 18 лет.

## Достижения
Командные
 «Нью-Йорк Ред Буллз»
- Победитель регулярного чемпионата MLS: 2015, 2018

 «Нью-Йорк Ред Буллз II»
- Чемпион USL: 2016
- Победитель регулярного чемпионата USL: 2016

## Статистика выступлений
| Выступление           | Выступление      | Выступление      | Лига | Лига | Плей-офф | Плей-офф | Кубок | Кубок | Континент | Континент | Итого | Итого |
| Клуб                  | Лига             | Сезон            | Игры | Голы | Игры     | Голы     | Игры  | Голы  | Игры      | Голы      | Игры  | Голы  |
| --------------------- | ---------------- | ---------------- | ---- | ---- | -------- | -------- | ----- | ----- | --------- | --------- | ----- | ----- |
| Нью-Йорк Ред Буллз    | MLS              | 2015             | 14   | 0    | 0        | 0        | 2     | 1     | —         | —         | 16    | 1     |
| Нью-Йорк Ред Буллз    | MLS              | 2016             | 21   | 2    | 0        | 0        | 2     | 0     | 4         | 0         | 27    | 2     |
| Нью-Йорк Ред Буллз    | MLS              | 2017             | 27   | 2    | 3        | 0        | 5     | 0     | 2         | 0         | 37    | 2     |
| Нью-Йорк Ред Буллз    | MLS              | 2018             | 32   | 0    | 4        | 0        | 1     | 0     | 5         | 1         | 42    | 1     |
| Нью-Йорк Ред Буллз    | MLS              | 2019             | 30   | 0    | 1        | 0        | 1     | 0     | 4         | 1         | 36    | 1     |
| Нью-Йорк Ред Буллз    | MLS              | 2020             | 14   | 0    | 1        | 0        | —     | —     | —         | —         | 15    | 0     |
| Нью-Йорк Ред Буллз    | MLS              | 2021             | 34   | 0    | 1        | 0        | —     | —     | —         | —         | 35    | 0     |
| Нью-Йорк Ред Буллз    | Итого            | Итого            | 172  | 4    | 10       | 0        | 11    | 1     | 15        | 2         | 208   | 7     |
| Нью-Йорк Ред Буллз II | USL              | 2015             | 5    | 0    | 1        | 0        | —     | —     | —         | —         | 6     | 0     |
| Нью-Йорк Ред Буллз II | USL              | 2016             | 5    | 1    | —        | —        | —     | —     | —         | —         | 5     | 1     |
| Нью-Йорк Ред Буллз II | Итого            | Итого            | 10   | 1    | 1        | 0        | —     | —     | —         | —         | 11    | 1     |
| Нэшвилл               | MLS              | 2022             | 34   | 1    | 1        | 0        | 2     | 0     | 1         | 0         | 38    | 1     |
| Нэшвилл               | MLS              | 2023             | 32   | 0    | 2        | 0        | 1     | 0     | 5         | 0         | 40    | 0     |
| Нэшвилл               | MLS              | 2024             | 25   | 0    | —        | —        | —     | —     | 3         | 0         | 28    | 0     |
| Нэшвилл               | Итого            | Итого            | 91   | 1    | 3        | 0        | 3     | 0     | 9         | 0         | 106   | 1     |
| Хантсвилл Сити        | MLS Next Pro     | 2024             | 1    | 0    | —        | —        | —     | —     | —         | —         | 1     | 0     |
| Всего за карьеру      | Всего за карьеру | Всего за карьеру | 274  | 6    | 14       | 0        | 14    | 1     | 24        | 2         | 326   | 9     |

Источники: Transfermarkt, Soccerway, Football Database EU.